# Marek Eben
Marek Eben (né le 18 décembre 1957 à Prague) est un acteur, chanteur, écrivain, compositeur et présentateur de télévision tchèque.

## Biographie
En 1979, il étudie la musique et l'art dramatique au Conservatoire. Il crée avec ses frères Kryštof et David le groupe "Bratři Ebenové" (les Frères Eben) en 1984, qui enregistre plusieurs albums : Malé písně do tmy (1984), Tichá Domácnost, avec Iva Bittová (1995), Já na tom dělám (2002). 
Il joue dans plusieurs films tchèques, mais il est surtout connu comme présentateur d'émissions télévisées : "Na plovárně" où il reçoit des célébrités dans une piscine, et "Dancing With the Stars" où des célébrités dansent avec des professionnels, les couples recevant des notes du public.

## Filmographie sélective
- Kamarádi (1969, 1971)
- Chudák muzika (1981)
- Tvář za oknem (1985)
- Pohádka bez konce (1986)
- Balónová pohádka (1987)
- Překvapení pana Milberryho (1988)
- O třech stříbrných hřebenech (1991)
- Zálety koňského handlíře (1991)
- Náhrdelník (1992)
- Ruská ruleta (1994)
- Láska? (1998)
- Osudy hvězd: Váleček (1999)
- Na plovárně (1999)